# Dipartimento di Guéni
Il dipartimento di Guéni è un dipartimento del Ciad facente parte della provincia del Logone Occidentale. Il capoluogo è Krim Krim.

## Comuni
Il dipartimento comprende i seguenti comuni:
- Bao
- Bemangra
- Doguindi
- Krim Krim